# Supereroe (Mr. Rain)
Supereroe è un singolo del rapper italiano Mr. Rain pubblicato il 2 giugno 2016.

## Tracce
1. Supereroe – 4:06